# 普爾科沃航空612號班機空難
普科弗航空612號班機是普科弗航空（Pulkovo Airlines）一班由俄羅斯南部黑海渡假勝地阿納帕飛往第二大城市聖彼得堡的航班。在當地時間2006年8月22日，一架圖-154型客機執行此航班，載著160名乘客和10名機組人員，在烏克蘭東部頓涅茨克市墜毀。

## 事故經過
航班在當地時間15:37發出了SOS求救信號。首三次信號在11500米的高度發出，其後當高度急跌到3000米時發出了最後一次求救信號，隨後航機便在15:39從雷達上消失。隨後飛機殘駭在距離烏克蘭東部工業城市頓涅茨克市約45公里的村落蘇哈巴爾科被發現，機身解體及起火燃燒，只有機尾部分仍可辨認。航機上160名乘客和10名機組人員全部罹難。

## 失事客機
失事客機於1992年生產，最初在四川航空服役，註冊編號B-2626，2001年轉手普爾科沃航空，事發前已累計飛行24215小時。該機為1991年牟其中通過以貨易貨方式購入的四架圖-154之一，但並不屬於走私飛機。

## 事故起因
初步調查顯示，現場天氣惡劣。機長曾經一度爬升企圖避開前方的一個雷雨區，豈料雷雨區覆蓋範圍比想像中更廣，航機在高空被雷電擊中起火，機師意圖緊急降落但失敗，飛機起落架失靈，不久便急速下墜，並墜毀於頓涅茨克。

## 時間序列
以下是當地時間（UTC+4）
- 15:37： 航機發出求救信號
- 15:39： 航機從雷達上消失

## 外部連結
- Aviation Safety Network對事件的描述 （页面存档备份，存于）
- 出事航機RA-85185的相片 （页面存档备份，存于）